# Franz Parrer
Franz Parrer (23. března 1875 Mauer – 28. března 1944 Küb) byl rakouský křesťansko sociální politik, na počátku 20. století poslanec Říšské rady, v poválečném období poslanec rakouské Národní rady.

## Biografie
Vychodil trojtřídní národní školu a měšťanskou školu. Prodělal také soukromé vyučování. Působil jako rolník a hostinský v Mannersdorfu. Publikoval články na zemědělská témata. Angažoval se v Křesťansko sociální straně Rakouska. Byl členem obecní rady a starostou Mannersdorfu. Byl též poslancem Dolnorakouského zemského sněmu.
Na počátku 20. století se zapojil i do celostátní politiky. Ve volbách do Říšské rady roku 1911 získal mandát v Říšské radě (celostátní zákonodárný sbor) za obvod Dolní Rakousy 52. Usedl do poslanecké frakce Křesťansko-sociální klub německých poslanců. Ve vídeňském parlamentu setrval až do zániku monarchie. Profesně byl k roku 1911 uváděn jako zemský poslanec a hostinský.
Po válce zasedal v letech 1918–1919 jako poslanec Provizorního národního shromáždění Německého Rakouska (Provisorische Nationalversammlung), následně od 4. března 1919 do 9. listopadu 1920 jako poslanec Ústavodárného národního shromáždění Rakouska a pak byl od 10. listopadu 1920 do 1. října 1930 poslancem rakouské Národní rady. .